# Augustin (auteur)
Pour les articles homonymes, voir Augustin.
 (décembre 2012).
Si vous disposez d'ouvrages ou d'articles de référence ou si vous connaissez des sites web de qualité traitant du thème abordé ici, merci de compléter l'article en donnant les références utiles à sa vérifiabilité et en les liant à la section « Notes et références ».
Augustin Rogeret, dit Augustin (né le 19 avril 1978) est auteur de bande dessinée français.

## Biographie
Né le 19 avril 1978, Augustin Rogeret suit des études d'architecture intérieure et design, pendant lesquelles il entre en contact avec le Gottferdom Studio et les éditions Dupuis.
D'abord scénariste pour Spirou au début des années 2000, il collabore avec Midam pour lancer la série Game Over dont il co-scénarise les deux premiers tomes. Ses premières planches d'Héroic'Pizza paraissent en juillet 2003 dans le Lanfeust Mag.
Il intègre la rédaction du magazine Lanfeust Mag et le Gottferdom Studio à Aix-en-Provence en janvier 2007 où il reste trois ans. Il dessine ensuite les séries humoristiques autobiographiques Le Blogustin de Augustin, puis Chienne de Vie. Il intègre l'équipe du magazine Casus Belli en 2012, où il reprend un temps le scénario de la série Kroc le Bô, avec Thierry Ségur, pour ensuite dessiner et scénariser le Casus Club.
Il publie le one shot Khéops en 2016. Sa dernière série en cours de publication est Pamela Hérodote.

## Publications
- Game Over (scénario), avec Midam et Adam (dessin et scénario), Dupuis :

1. Blork Raider, 2004  (ISBN 2800135921).
2. No problemo, 2006  (ISBN 2800136952).

- Héroic'Pizza, Soleil[4] :

1. Pepperoni Power, 2006  (ISBN 2849465453).
2. Hasta la Pizza, baby !, 2007  (ISBN 9782849467114).
3. Ad pizzam eternam, 2007  (ISBN 9782849469781).
4. Pas d'bras, pas d'pizza !!!, 2008  (ISBN 9782302002869).
5. Pigeon et Dragon, 2010  (ISBN 9782302007215).

- Le Blogustin de Augustin', Soleil, coll. « Mdr :) »[5]

1. Ceci n'est pas un ouvrage pour la jeunesse, 2009  (ISBN 9782302004986).
2. Ceci n'est toujours pas un ouvrage pour la jeunesse, 2009  (ISBN 9782302008427).

- Chienne de Vie, Soleil, coll. « Mdr :) » :

1. L'humour est mon métier, 2012  (ISBN 9782302023406).
2. Vers l'infini et au-delà, 2012  (ISBN 9782302023642).

- Casus Club, dans Casus Belli, 2012-2018.
- Pamela Hérodote, dans Lanfeust Mag, 2013-2018.
- Les Nouvelles Aventures de Peter Pan (dessin), avec Véronique Grisseaux (scénario), Jungle !, coll. « Jungle Kids ! », 2015  (ISBN 9782822202763).
- Khéops : Opération Pyramide, Jungle !, coll. « Jungle ! Kids », 2016  (ISBN 9782822214056).